# علامت شرم

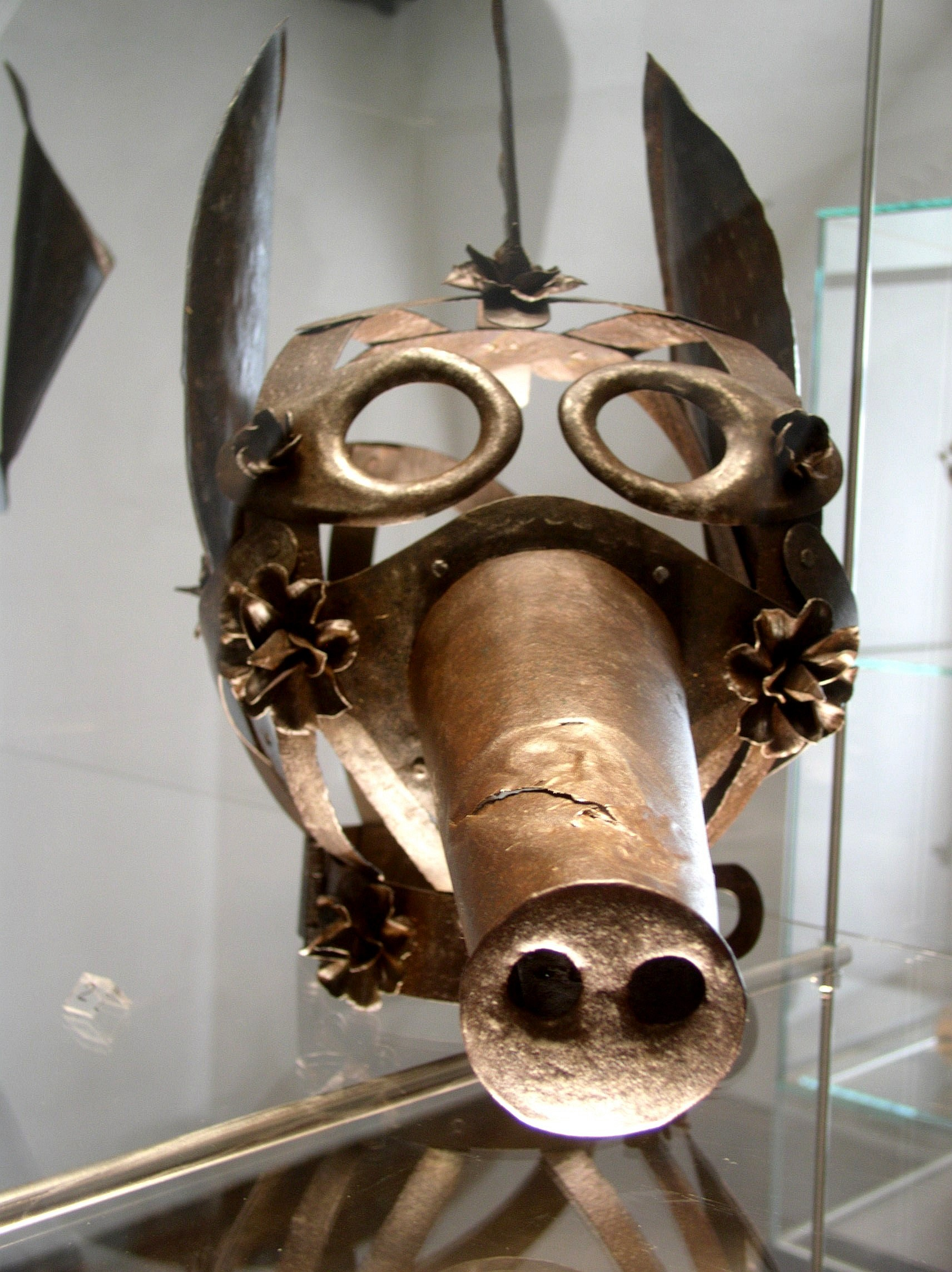
ماسک شرمساری

علامت شرم (انگلیسی: Badge of shame) یا نشان شرمساری، نماد شرمساری، معمولاً یک نماد متمایز است که باید توسط یک گروه خاص یا بطورفردی به منظور تحقیر عمومی، مطرود بودن یا تحت مجازات و آزار بودن، پوشیده شود.
این اصطلاح همچنین به‌طور خاص، در معنایی ضعیف، برای توصیف چیزی که به عنوان شرم‌آور در ارتباط با فرد یا گروه است. به‌صورت استعاره استفاده می‌شود.
در انگلستان، تحت قانون فقیر ۱۶۹۷، فقرا ملتزم بودند در ازای دریافت کمک از کلیسا علامتی از پارچه آبی یا قرمز را روی استین شانه راست به‌صورتی که باز و قابل رؤیت باشد ببندند، تا مردم تمایلی به گرفتن کمک نداشته باشند مگر اینکه دیگر مستاصل شوند. به همین دلیل عده اندکی تمایل به گرفتن کمک دارند وقتی که می‌باید علامت شرمساری فقیر بودن را در ملاء عام بپوشند.